# Saint-Fort Dimokoyen
Saint-Fort Flavien Dimokoyen (ur. 7 sierpnia 1992) – środkowoafrykański piłkarz grający na pozycji pomocnika. Od 2019 jest zawodnikiem klubu ASDR Fatima.

## Kariera klubowa
Swoją karierę Dimokoyen rozpoczął w klubie Olympic Real de Bangui. Grał w nim do 2019 roku. W 2019 roku odszedł do ASDR Fatima.

## Kariera reprezentacyjna
W reprezentacji Republiki Środkowoafrykańskiej Dimokoyen zadebiutował 22 września 2019 roku w przegranym 0:2 meczu Mistrzostw Narodów Afryki 2020 z Demokratyczną Republiką Konga.